# Until the End of Time (album Tupac Shakur)
Until The End of Time è il terzo album postumo del rapper statunitense Tupac Shakur, uscito nel 2001.
Ottiene un punteggio di 51/100 su Metacritic.
| Recensione                    | Giudizio |
| ----------------------------- | -------- |
| AllMusic                      | [ 5 ]    |
| RapReviews                    | [ 6 ]    |
| Rolling Stone                 | [ 4 ]    |
| The Rolling Stone Album Guide | [ 7 ]    |
| HipHopDX                      | [ 8 ]    |
| NME                           | [ 4 ]    |
| Entertainment Weekly          | B        |

## Il disco
Questo album consiste in una collezione di materiale inedito e di remix di brani già pubblicati, ed è il secondo pubblicato senza l'impulso creativo del rapper morto nel 1996. È poi risultato uno tra gli album hip hop più venduti nel corso del 2001 anche grazie ai singoli di successo come Until The End Of Time assieme a Richard Page, contenente un sample di Broken Wings, canzone degli anni 1980 di Mr. Mister. Altri pezzi da segnalare sono Breathin', Ballad of a Dead Soulja e Fuck Friendz.

## Tracce
Disco 1
1. Ballad of a Dead Soulja – 4:15 – Johnny "J", Cold 187um (Remix)
2. Fuck Friendz – 5:19 – QDIII
3. Lil' Homies – 3:43 – Johnny "J"
4. Let 'Em Have It (featuring SKG) – 4:53 – L.T. Hutton
5. Good Life (featuring Big Syke & E.D.I.) – 4:17 – Mike Mosley
6. Letter 2 My Unborn – 3:55 – Johnny "J", Trackmasters (Remix)
7. Breathin' (featuring Outlawz) – 4:04 – Johnny "J"
8. Happy Home – 3:56 – Johnny J, Jimmy "JIM GITTUM" Rodgers (Remix), Daren Vegas (Remix), Crooked I (Remix)
9. All Out (featuring Outlawz) – 5:32 – Big Simon Says
10. Fuckin' wit the Wrong Nigga – 3:37 – Hurt-M-Badd
11. Thug N U Thug N Me (Remix) (featuring K-Ci & JoJo) – 4:11 – Johnny "J"
12. Everything They Owe – 3:07 – Johnny "J"
13. Until the End of Time (featuring R.L. Huggar of Next & Anthem) – 4:26 – Johnny "J", Trackmasters (Remix)
14. M.O.B. (featuring Outlawz & Thug Life) – 5:01 – Kurt Couthan, Ant Banks (Remix)
15. World Wide Mob Figgaz (featuring Outlawz) – 4:37 – Johnny "J"

Disco 2
1. Big Syke Interlude (featuring Big Syke) – 1:45 – Cold 187um
2. My Closest Roaddogz – 4:04 – Johnny "J"
3. Niggaz Nature (Remix) (featuring Lil' Mo) – 5:04 – QDIII
4. When Thugz Cry – 4:22 – Johnny "J"
5. U Don't Have 2 Worry (featuring Outlawz) – 5:07 – QDIII
6. This Ain't Livin' – 3:41 – Johnny "J"
7. Why U Turn on Me – 3:32 – 2Pac, Jimmy "JIM GITTUM" Rodgers (Remix), Daren Vegas (Remix), Crooked I (Remix)
8. LastOnesLeft (featuring Outlawz) – 3:59 – Johnny "J"
9. Thug N U Thug N Me (featuring K-Ci & JoJo) – 4:29 – Johnny "J"
10. Words 2 My First Born (featuring Above the Law) – 4:07 – DJ Quik
11. Let 'Em Have It (Remix) (featuring Lisa "Left Eye" Lopes) – 4:25 – L.T. Hutton
12. Runnin' on E (featuring Outlawz & Nutt-So) – 5:37 – 2Pac
13. When I Get Free (featuring J. Valentine) – 4:30 – Johnny "J", Cold 187um (Remix), SR. Shakur (Remix)
14. Until the End of Time (Remix) (featuring Richard Page & R.L. Huggar & Anthem) – 4:27 – Johnny "J" & Franky "Nitty" Pimentel